# Gymnanthemum amygdalinum
Vernonie commune
Espèce
Synonymes
- Vernonia amygdalina Delile[2]

Gymnanthemum amygdalinum (syn. Vernonia amygdalina), aussi appelée vernonie commune, est une espèce de plante à fleurs de la famille des Asteraceae. C'est un petit arbuste de 2 à 5 m de hauteur poussant en Afrique tropicale. Ses feuilles amères et de forme elliptique ont jusqu'à 20 cm de long. Son écorce est rugueuse. Ses feuilles sont préparées comme légume dans les soupes ou les ragoûts dans plusieurs pays d'Afrique équatoriale.

## Dénominations
On l'appelle localement Aloma ou Gboti au Togo, Ndolé au Cameroun, Grawa en amharique, Ewuro en yoruba, Etidot en Ibibio, Onugbu en igbo, Ityuna en tiv, Oriwo en édo, Chusar-doki en haoussa, Mululuza en luganda, Labwori en acholi, Olusia en luo, Kilulukunju en swahili, Mandudindudi en kikongo, Malulu en lingala, ou Kongo-bololo en République démocratique du Congo.

## Description
Présente dans la majorité de pays d’Afrique tropicale, la vernonie commune est cultivée comme légume au Togo, au Bénin, au Cameroun, au Gabon, au Nigeria et en République démocratique du Congo. Vernonia amygdalina est un arbuste très ramifié d'une hauteur maximale de 10 m. Son tronc ne dépasse pas 40 cm de diamètre et son écorce grise et lisse se fissure tandis que ses jeunes rameaux sont pubescents. Ses feuilles sont alternes et simples. Ses fruits glanduleux de 1,5 à 3,5 mm de long sont recouverts de longues soies du pappus[source insuffisante].

## Usages

### Alimentation
Les feuilles de Vernonia amygdalina, bien que très amères, sont appréciées en Afrique occidentale et centrale, et diversement consommées. Au Nigeria, les feuilles hachées et blanchies sont cuites sous forme de soupe, au Cameroun, elles sont aussi préparées dans un plat réputé, le Ndolé, avec des arachides, de la viande ou des crevettes. 
Cette plante mellifère remplace aussi le houblon dans la fabrication de la bière.
Du fait de ces divers usages, les feuilles de vernonie commune ont une valeur commerciale élevée.  
Elles sont transformées et exportées vers plusieurs marchés ethniques en Europe[source insuffisante].

### Santé

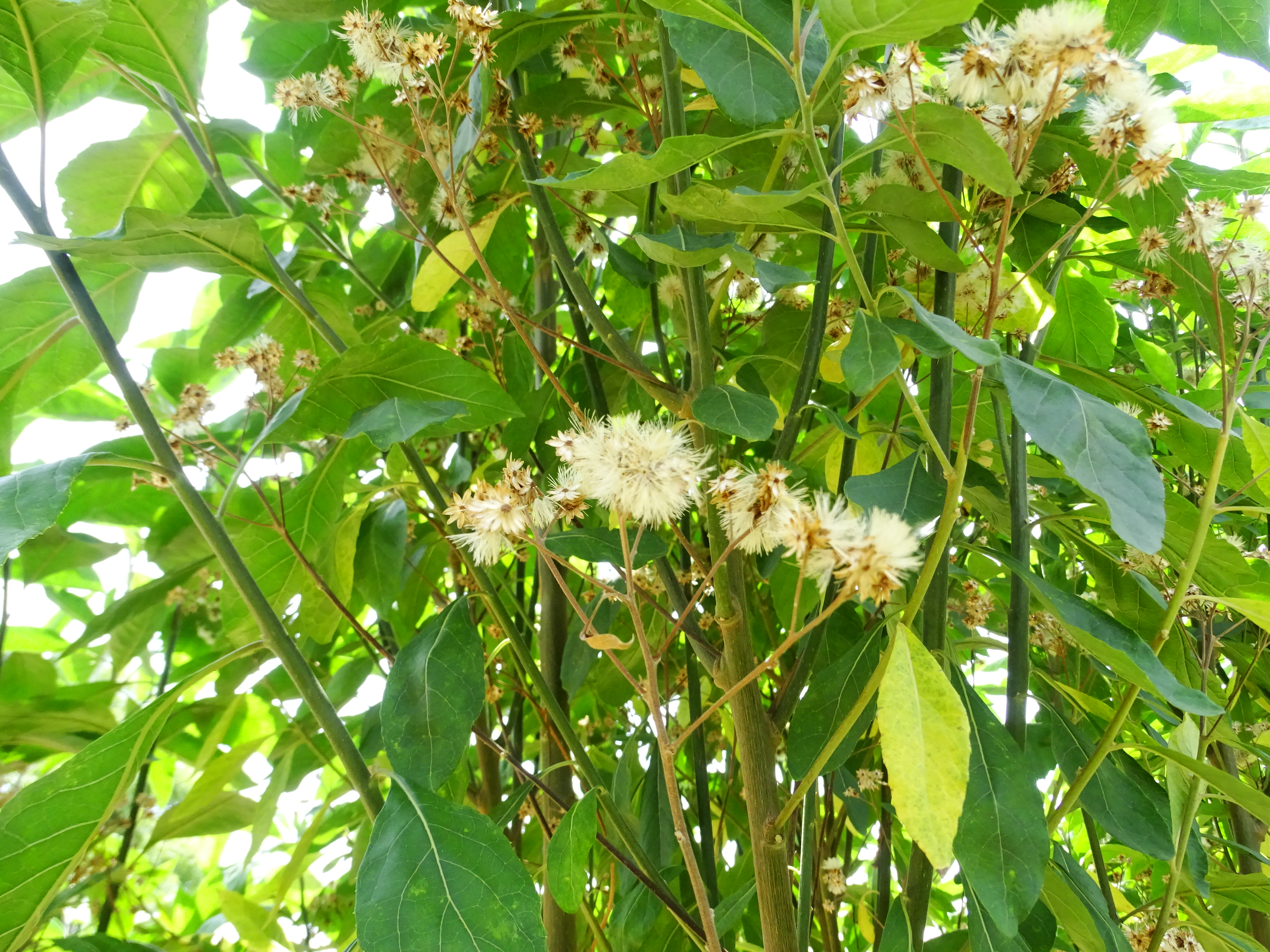
Feuilles et fleurs.

La plante est parfois utilisée comme haie vive, dans la lutte phytosanitaire intégrée, notamment contre les champignons.
En médecine traditionnelle, la décoction de feuilles est utilisée dans le traitement des vers intestinaux, de la fièvre, du paludisme, de la diarrhée, de la dysenterie, de l’hépatite, de la toux et de l'infertilité. 
Les feuilles écrasées sont appliquées sur les infections de la peau, comme la gale, sur les plaies. Elles sont également utilisées ainsi comme laxatif. Les extraits de racines sont utilisés pour traiter le paludisme et les maladies gastro-intestinales[source insuffisante]. La poudre d’écorce est un anti-venin et la pulpe des tiges est utilisée contre les vers.
Dans la nature, on a observé que les chimpanzés communs consomment les feuilles de Gymnanthemum amygdalinum quand ils souffrent d'infections parasitaires. 
Durant la pandémie de Covid-19 en RDC, une rumeur prétend que consommer cette plante, appelée localement « kongo-bololo », permettrait de se prémunir contre le coronavirus. De nombreux Congolais se mettent alors à la consommer dans ce but, et au moins deux intoxications, dont un décès, sont recensés en avril 2020 dans le Sud-Ubangi après consommation d'une potion à base de kongo bololo et de « mbondo » (Strychnos icaja). L'Organisation mondiale de la santé (OMS) met alors en garde contre toute automédication avec cette plante, indiquant que rien ne prouve son efficacité contre le virus,. 

#### Recherche scientifiques
Dans la recherche scientifique, des extraits de Vernonia amygdalina sont étudiés pour analyser leurs effets pharmacologiques potentiels, notamment l'induction de l'apoptose telle que déterminée dans la culture cellulaire et dans les études zoologiques,, la sensibilité à la chimiothérapie améliorée et l'inhibition des cellules cancéreuses,,, de même que la suppression des métastases des cellules cancéreuses, la réduction du niveau d’œstrogène dans le corps, les avantages antioxydants, l'amélioration du système immunitaire, la diminution de la glycémie, les propriétés anti-parasitaires et le traitement antipaludique.